# Otto Meyerhof
Otto Meyerhof, född 12 april 1884 i Hannover, död 8 oktober 1951 i Philadelphia, Pennsylvania, var en tysk-amerikansk fysiolog. Han forskade speciellt om den kemiska omsättningen i musklerna och påvisat att syreförbrukningen hänger samman med bildandet av mjölksyra; som när muskelarbetet upphört utnyttjas till att bilda mera sammansatta ämnen.

## Biografi
Meyerhof, då honorärprofessor vid Kiels universitet, erhöll 1923 ena hälften av 1922 års Nobelpris i fysiologi eller medicin för sin upptäckt av det lagbundna förhållandet mellan syreförbrukning och mjölksyreomsättning i muskeln. Man visste, att mjölksyran spelar en viktig roll vid de förändringar i muskelelementens form, som ligger till grund för muskelsammandragningen. Archibald Vivian Hill, som tillsammans med Meyerhof delade 1922 års Nobelpris, hade visat, att den vid kontraktionsprocessen utvecklade mjölksyran sedermera delvis förbrinner, i fall syre tillföres – den så kallade fördröjda värmeutvecklingen i muskeln. Meyerhofs upptäckt innebar, att av den mjölksyra, som utgjort en så viktig del i mekanismen vid muskelns förkortning eller riktigare anspänning, förbrinner 1/4 under det att 3/4 återombildas till utgångsmaterialet – glykogen. 
Meyerhof erhöll 1924 ett eget laboratorium vid Kaiser-Wilhelms-Institut für Biologie i Berlin, men tvingades på grund av sitt judiska ursprung att 1938 fly undan naziregimen, först till Paris och 1940 till USA, där han var verksam som gästprofessor vid University of Pennsylvania i Philadelphia. 